# Hanawa Hokiichi
Hanawa Hokiichi est un nom japonais traditionnel ; le nom de famille (ou le nom d'école), Hanawa, précède donc le prénom (ou le nom d'artiste).
Hanawa Hokiichi (塙 保己一), 23 juin 1746 - 7 octobre 1821, est un érudit japonais aveugle, et moine bouddhiste, de l'époque d'Edo.

## Biographie
Hokiichi devient aveugle à l'âge de 5 ans. Il va apprendre l'acupuncture à 13 ans à Edo. Il apprend l'histoire, la littérature, les sciences médicales et la jurisprudence de plusieurs maîtres dont Kamo no Mabuchi. Il a publié de nombreux ouvrages. Il compile le Gunsho Ruijū (群書類従 Grand recueil d'anciens documents).

## Divers
En 1937, Helen Keller se rend au Japon et visite la maison mémoriale de Hokkiichi. Elle exprime ainsi son impression : « Quand j'étais enfant, ma mère m'a dit que M.Hanawa était un modèle. Visiter cet endroit et toucher sa statue a été l'événement important au cours de ce voyage au Japon.  Je crois que son nom passera de génération en génération comme un ruisseau d'eau ».

## Source de la traduction
- (en) Cet article est partiellement ou en totalité issu de l’article de Wikipédia en anglais intitulé « Hanawa Hokiichi » (voir la liste des auteurs).
- Notices d'autorité :   - VIAF
  - ISNI
  - BnF (données)
  - IdRef
  - LCCN
  - GND
  - Japon
  - CiNii
  - Pays-Bas
  - Israël
  - Norvège
  - Corée du Sud
  - WorldCat